# مسجد الجمعة (كنجه)
مسجد الجمعة في كنجه (بالأذرية: Cümə məscidi)‏، بالإنجليزية: Juma Mosque of Ganja، بالروسية: Джума-мечеть (Гянджа)، بالفارسية: مسجد شاه عباس (گنجه)): هو مسجد يقع في وسط كنجه، أذربيجان. تم بناء المسجد في 1606م، حسب مشروع الشيخ البهائي. غالباً يُطلق على المسجد أيضًا اسم "مسجد شاه عباس" (بالأذرية: Şah Abbas Məscidi)‏؛ لأنه بني بناء على أوامر عباس الأكبر أثناء حكمه.
في 1776م، تم إضافة مئذنتين إلى المسجد. تم بناء المسجد من الطوب الأحمر، وهو أمر تقليدي في مدينة كنجه.عمل المسجد كمدرسة إسلامية لفترة طويلة، حيث كان الشاعر والعالم الأذري البارز ميرزا شفيع واضح يدرس في ذلك الوقت.
في 2008م تم إعادة بناء المسجد بالكامل. تم العثور على سندات روسية قديمة موضوعة في مظروف أثناء إعادة البناء. وقد ساعد هذا الاكتشاف في التوصل إلى استنتاج مفاده أن آخر أعمال البناء جرت في 1910، وليس في نهاية القرن الثامن عشر، في عهد جواد خان، كما كان يُعتقد سابقا.